# Liste der Biografien/Beckf
Liste der Biografien |
Portal Biografien |
Personensuche
# |
A |
B |
C |
D |
E |
F |
G |
H |
I |
J |
K |
L |
M |
N |
O |
P |
Q |
R |
S |
T |
U |
V |
W |
X |
Y |
Z |
?
 
Ba |
Be |
Bd |
Bg |
Bh |
Bi |
Bj |
Bl |
Bm |
Bn |
Bo |
Br |
Bs |
Bu |
Bw |
By |
Bz
 
Bea–Beb |
Bec |
Bed |
Bee |
Bef |
Beg |
Beh |
Bei |
Bej |
Bek |
Bel |
Bem |
Ben |
Beo |
Bep |
Beq |
Ber |
Bes |
Bet |
Beu |
Bev |
Bew |
Bex |
Bey |
Bez
 
Beca |
Becc |
Bece |
Bech |
Beci |
Beck |
Becl |
Becm |
Becn |
Beco |
Becq |
Becr |
Becs |
Bect |
Becu |
Becv |
Becz
 
Becka |
Beckb |
Becke |
Beckf |
Beckh |
Becki |
Beckj |
Beckl |
Beckm |
Beckn |
Becko |
Beckr |
Becks |
Becku |
Beckw |
Beckx |
Becky
Die Liste der Biografien führt alle Personen auf, die in der deutschsprachigen Wikipedia einen Artikel haben. Dieses ist eine Teilliste mit 10 Einträgen von Personen, deren Namen mit den Buchstaben „Beckf“ beginnt.

## Beckf

### Beckfe
- Beckfeld, Klaus (* 1943), deutscher Fußballspieler

### Beckfo
- Beckford von Somerley, William (1744–1799), jamaikanischer Plantagenbesitzer und Autor
- Beckford, Allison (* 1979), jamaikanische Sprinterin
- Beckford, James (* 1975), jamaikanischer Weitspringer
- Beckford, Jermaine (* 1983), englisch-jamaikanischer Fußballspieler
- Beckford, Romaine (* 2002), jamaikanischer Hochspringer
- Beckford, Theophilus (1935–2001), jamaikanischer Pianist
- Beckford, Tyson (* 1970), US-amerikanischer Schauspieler, Fernsehmoderator und ModelTyson Beckford (* 1970)

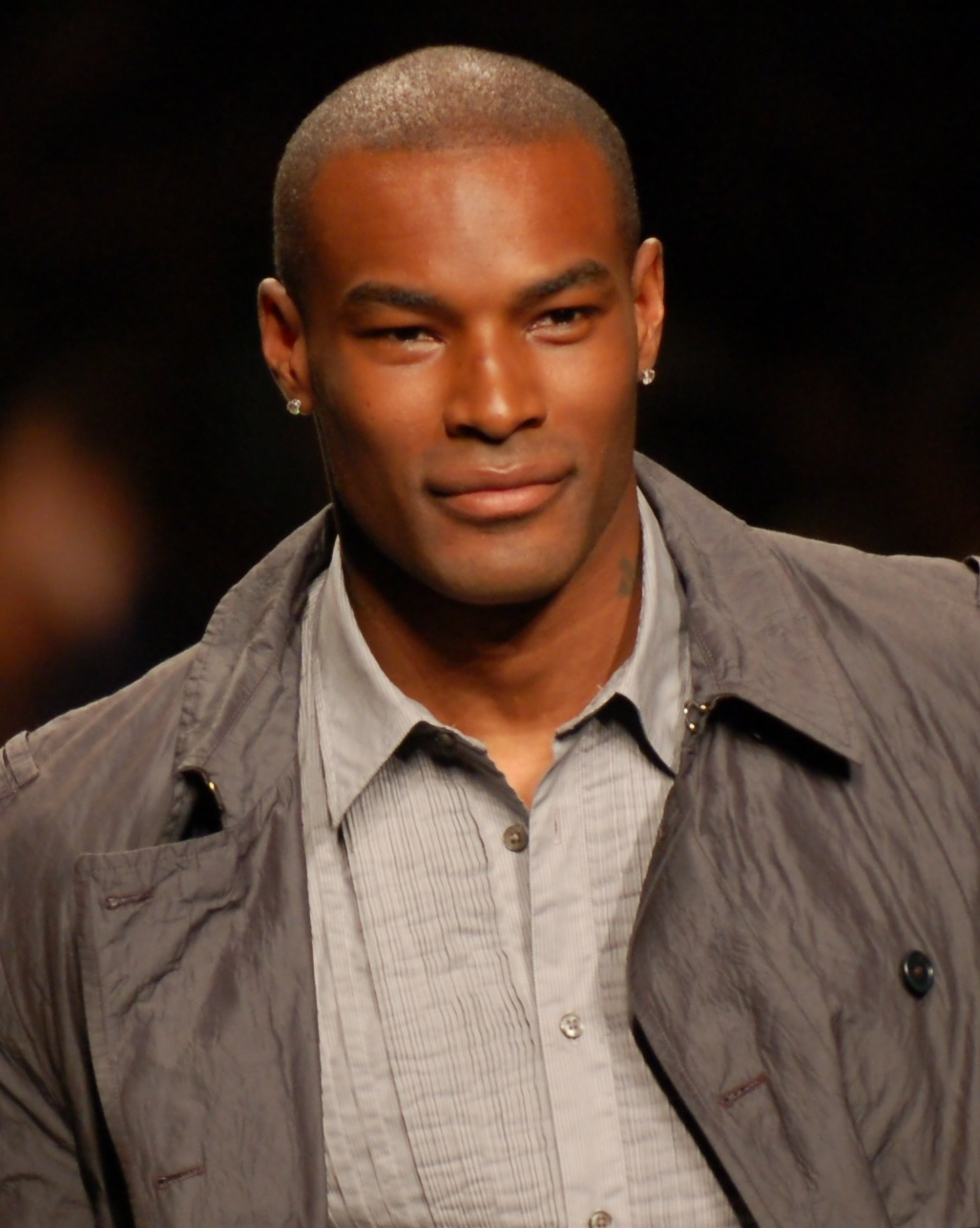
Tyson Beckford (* 1970)

- Beckford, William (1760–1844), englischer Exzentriker, Schriftsteller und Baumeister
- Beckford, William der Ältere († 1770), britischer Politiker